# سو تسوتسوى
سو تسوتسوى (باليابانية: 筒井壮؛ بالكانا: つつい そう) هو لاعب كرة قاعدة ياباني، ولد في 1 نوفمبر 1974 في إباراكي في اليابان.

## وصلات خارجية
- سو تسوتسوى على موقع الدوري الياباني لكرة القاعدة (الإنجليزية)
- سو تسوتسوى على موقعبيزبول رفرنس.كوم (الدوري الثانوي) (الإنجليزية)